# Gattungsmarketing
Gattungsmarketing sind Maßnahmen im Medienmarketing, die anbieterübergreifend zugunsten einer generischen Medienform (Gattung) unternommen werden. 
Die eigentlich konkurrierenden Einzelunternehmen bilden dabei eine „Kommunikationsallianz“ (Gerke), um die gemeinsamen Ziele mit einer einheitlichen Werbekampagne oder zentral publizierten Informationsmaterialien zu erreichen. Zielgruppen können dabei der Rezipientenmarkt (Leser, Zuschauer, Zuhörer) oder der Werbemarkt (Anzeigenkunden, Werbungtreibende) sein. 
Durchführende von Gattungsmarketing sind meist die Verleger- oder Vermarkterverbände bzw. Vermarktungszusammenschlüsse (in Deutschland zum Beispiel bvdm, BDZV, VDZ, ZMG oder Radiozentrale). Hinter dem Gattungsmarketing steht die Überlegung, dass der Wettbewerb um Publikum oder Mediabudgets in einer ersten Stufe zwischen den Mediengattungen stattfindet und sich erst in der zweiten Stufe zwischen den einzelnen Angeboten abspielt.
Beispiele für Maßnahmen des Gattungsmarketings sind die Kampagne „Print macht mehr draus“ des bvdm, die Werbekampagne „Radio. Geht ins Ohr. Bleibt im Kopf“ der Radiozentrale, die Initiative „Take Five“ von Programmzeitschriftenverlagen, die Initiative Junge Leser „jule“ des BDZV, die Fachkampagne „Slo-vertising“ der ZMG oder die Aktion „Zeitschriften in die Schulen“ des VDZ. Außerdem gibt es die "Kommunikationsallianz für Lebensmittelwertschätzung", die Julia Klöckner als Bundesministerin für Ernährung und Landwirtschaft eingeht. 
Motive des Gattungsmarketings finden sich auch in den regelmäßigen Werbeträgerstudien, die von konkurrierenden Medienhäusern gemeinsam finanziert werden (zum Beispiel LAE und die einzelnen Media-Analysen), und in branchenweiten Messstandards wie IVW oder FKM.